# Emilio Salafia
Emilio Salafia (* 10. Oktober 1910 in Palermo; † 24. Mai 1969 ebenda) war ein italienischer Säbelfechter.

## Erfolge
Emilio Salafia wurde 1930 in Lüttich, 1931 in Wien, 1933 in Budapest, 1934 in Warschau und 1935 in Lausanne mit der Mannschaft Vizeweltmeister. Er nahm an zwei Olympischen Spielen in den Säbel-Konkurrenzen teil: 1928 belegte er in Amsterdam mit der italienischen Equipe den zweiten Rang hinter Ungarn und erhielt gemeinsam mit Renato Anselmi, Bino Bini, Gustavo Marzi, Oreste Puliti und Giulio Sarrocchi die Silbermedaille. Bei den Olympischen Spielen 1932 zog er in Los Angeles mit der Mannschaft erneut in die Finalrunde ein, die er mit ihr ein weiteres Mal hinter Ungarn auf dem zweiten Platz beendete. Neben Salafia gewannen Renato Anselmi, Giulio Gaudini, Gustavo Marzi, Ugo Pignotti und Arturo De Vecchi die Silbermedaille. Die Einzelkonkurrenz schloss er auf dem zehnten Rang ab.